# Kateřina Liďáková
Kateřina Liďáková, dříve Králová, (* 1. května 1986 Čeladná) je česká herečka, v letech 2006 až 2022 členka souboru Městského divadla Zlín, od roku 2023 členka souboru Národního divadla Brno.

## Život
Vystudovala Janáčkovu konzervatoř v Ostravě. Od roku 2006 byla členkou souboru Městského divadla Zlín, předtím účinkovala ve hře Šakalí léta v Národním divadle moravskoslezském. Na konci roku 2022 ukončila své angažmá v Městském divadle Zlín a od roku 2023 se stala členkou souboru Národního divadla Brno.
Za mimořádný jevištní výkon v roli Jeleny v inscenaci Strýček Váňa pod režijním vedením Martina Františáka byla zařazena do širší nominace na Cenu Thálie 2010. Stejně tak se dostala do širší nominace na Cenu Thálie 2017 v kategorii činohra ženy za roli Uny v inscenaci Blackbird v režii Petra Michálka. Ani jednou však ocenění nezískala.
Jejím bývalým manželem je Radovan Král, taktéž herec Městského divadla Zlín. Na konci roku 2014 si vzala za manžela režiséra, herce a dramaturga Petra Michálka.